# ترصد مناعي
الترصد المناعي (بالإنجليزية: Immunosurveillance)‏ هي عملية يقوم جهاز المناعة لدى الكائن الحي بواسطتها بتمييز الخلايا المتحولة من أجل تثبيط نمو النسيج الورمي. وهي تتضمن الطور الأول من عملية التحرير المناعي والتي يسمى أيضا بطور الإزالة أو طور التخلص من المرض.